# Leväys
Leväys är en klippa i Finland.   Den ligger i kommunen Gustavs i den ekonomiska regionen Nystadsregionen och landskapet Egentliga Finland, i den sydvästra delen av landet, 200 km väster om huvudstaden Helsingfors.
Terrängen runt Leväys är mycket platt. Havet är nära Leväys norrut.  Närmaste större samhälle är Nystad, 18,2 km norr om Leväys. I omgivningarna runt Leväys växer i huvudsak barrskog.